# Дружинин, Владимир Николаевич (писатель)
Владимир Николаевич Дружинин (1908—1995) — советский писатель, автор исторической, военной и приключенческой прозы.

## Биография
Родился в городе Ярославле. Отец — журналист и либеральный земский деятель Николай Дружинин. Крестный отец — издатель и журналист Константин Некрасов. Детство и юность провёл в Большом Селе Ярославской области, окончил среднюю школу.
Окончил географический факультет Ленинградского университета, этнограф. Работал журналистом в редакциях газет «Ленинградская правда», «Красноярский рабочий», «Полярная правда». Печатался в журналах «Октябрь», «Нева».
В блокадном Ленинграде вместе с Ольгой Берггольц работал в радиокомитете. В Красной армии с июля 1943 г. В армейской газете «Боевая красноармейская» в соавторстве с сатириком Иваном Мухой (псевд. В. Иванова) публиковал юмористические и сатирические произведения.
С 21 августа 1942 г. член Союза писателей СССР.
Член КПСС с 1945 г.

## Награды
- орден Отечественной войны 2-й степени (11.03.1985)[6]
- орден Почёта (24.04.1989)
- медаль «За отвагу» (20.08.1944). Приказом ВС 67 А 3 Прибалтийского фронта №: 440/н от: 20.08.1944 года диктор звуковещательной машины политотдела 67-й армии Дружинин награждён медалью «За отвагу» за составление оперативных программ, в результате читки которых в плен сдались 4 солдата противника[7].
- медаль «За оборону Ленинграда»[8].

## Творчество
В 1930-х гг. вышли исторические повести «Походы Атласова», «Новоземельский поход». После войны — приключенческие произведения о советских разведчиках и контрразведчиках «Однажды в разведке», «Чёрный камень», «Тайна „Россомахи“», «След Заур-бека». В 1950-х гг. писал военные детективы и приключенческие повести. Затем появились очерки и рассказы о путешествиях почти по всем странам мира; знал несколько языков.
Наиболее известен как автор художественных произведений на тему отечественной истории, для написания которых много работал как с советскими, так и с иностранными архивами. Среди них книги «Янтарная комната», «Державы Российской посол» (о дипломате Б. И. Куракине), «Среднеевропейское время», «Лица столиц», сборники очерков «Неси меня Дунай», «У чехословатских друзей», «Путешествие с троллем».

## Авторские права
Несмотря на то что многие книги были написаны Дружининым до распада СССР и не попадали под закон об авторском праве, книжные маркетплейсы изымают электронные копии книг на  «пиратских» сайтах и предлагают оплатить их скачивание ссылаясь на требование правообладателя.

## Издания
- Духоборы. — Л.: Прибой, 1930. — 16 с., 30 000 экз.
- Молокане. — Л.: Прибой, 1930. — 16 с., 30 000 экз.
- Непрерывка и антирелигиозная работа комсомольской ячейки. — М.-Л.: Молодая гаврдия, 1930. — 96 с. — 10 000 экз.
- Обыватель с зачётной книжкой. — М.-Л.: Молодая гаврдия, 1930. — 80 с. — 10 100 экз.
- Университет у станка. — М.-Л.: Молодая гвардия, 1931. — 80 с. — 10 000 экз.
- Стахановцы на стройке. — Л., 1936. — 100 с. — 10 000 экз.
- Новоземельский поход. — Л.: изд. Главсевморпути, 1939. — 152 с. — 10 000 экз.
- Походы Атласова. — М.-Л.: изд. Главсевморпути, 1941. — 100 с. — 8 000 экз.
- Лесной конвейер. — Л.: Лениздат, 1943. — 36 с.
- На торфяных полях. — Л.: Лениздат, 1943. — 20 с.
- Однажды в разведке. — Л.: Лениздат, 1947. — 156 с. — 10 000 экз.
- Советская Карелия. — М.-Л.: Детгиз, 1951. — 108 с. — 30000 экз.
- Советская Эстония. — М.-Л.: Детгиз, 1952. — 92 с. — 90000 экз.
- Шкипер с «Ориноко». — Л.: Ленинградское газетно-журнальное и книжное издательство, 1953. — 174 с. — 30000 экз.
- Чёрный камень. Сборник. — Л.: Лениздат, 1955. — 208 с. — 90000 экз.
- След Заур-бека.— М.: Воениздат, 1954, 1955. — 112 с.
- Путешествие по Чехословакии. — Л.: Советский писатель, 1956. — 288 с. — 30000 экз.
- У чехословацких друзей. — М.: Воениздат, 1956. — 158 с.
- Тайна «Россомахи». — М.: Воениздат, 1957. — (Библиотечка военных приключений). — 144 с.
- В Чехословакии. — Л.: Детгиз, 1957. — 168 с. — 30 000 экз.
- Твой товарищ на границе. — Военное издательство Военного министерства Союза ССР, 1959. — 184 с.
- К вам идет почтальон. Сборник. — Л.: Лениздат, 1960. — 562 с. — 15000 экз.
  - К вам идет почтальон. Сборник. — Л.: Лениздат, 1962. — 560 с. — 100000 экз.
- В нашем квадрате тайфун. — Географгиз, 1962. — (Путешествия. Приключения. Фантастика). — 218 с. — 100000 экз.
- Тропа Селим-хана. Сборник. — Издательство Детской литературы, 1963. — 232 с. — 30000 экз.
- Завтра будет поздно. — М.: Молодая гвардия, 1963. — 224 с. —115 000 экз.
- Неси меня, Дунай. — Л.: Детская литература, 1964. — 224 с. — 30 000 экз.
- Без переводчика. — М.: Мысль, 1965. — (Путешествия. Приключения. Фантастика). — 272 с. — 66000 экз.
- Корвет «Бриль». Сборник. — Л.: Лениздат, 1965. — 566 с. — 65000 экз.
- Путешествие с троллем и с другими своенравными спутниками. — Л.: Детская литература, 1968. — (Школьная библиотека). — 240 с. — 50000 экз.
- Бобовый король. Сборник. — Л.: Лениздат, 1969. — 176 с. — 100000 экз.
- Кто сказал, что я убит? Сборник. — М.: Советская Россия, 1969.— 176 с. — 100 000 экз.
- Сова — птица ночная. — М., 1969. — 160 с.
- Тюльпаны, колокола, ветряные мельницы. — Л.: Детская литература, 1972. — 208 с. — 50000 экз.
- Среднеевропейское время. — Л.: Советский писатель, 1973. — 416 с. — 30000 экз.
- Лица столиц. — Л.: Детская литература, 1975. — 192 с. — 75000 экз.
- Янтарная комната. Сборник. — Л.: Лениздат, 1976. — 504 с. — 100000 экз.
- Державы Российской посол. — Л.: Советский писатель, 1981. — 480 с. — 200000 экз.
  - Державы Российской посол. — М.: Международная книга, 1994. — 476 с. — 15 000 экз. ISBN 5-85125-026-7
  - Державы Российской посол. — Армада, 1997. — (Россия. История в романах). — 488 с. — 15000 экз. ISBN 5-7632-0270-8
  - Борис Куракин: Державы Российской посол. — АСТ, Астрель, 2001. — (Сподвижники и фавориты). — 448 с. — 10000 экз. ISBN 5-17-006149-8, ISBN 5-271-01775-3
- По дорогам Венгрии. Очерки. — М.: Детская литература, 1983. — 94 с. — 100000 экз.
- Град Петра. — М.: Советский писатель, 1987. — 496 с. — 100000 экз.; 1988. — 50 000 экз. ISBN 5-265-00252-9
  - Град Петра. — Армада, 1996. — (Россия. История в романах). — 506 с. — 18000 экз. — ISBN 5-7632-0270-8
- Владимир Дружинин. Повести. — Л.: Лениздат, 1989. — (Повести ленинградских писателей). — 576 с. — 100000 экз. ISBN 5-289-00419-X
- Знак синей розы. — Печатное дело, 1995. — (Библиотека приключений продолжается…). — 640 с. — 50000 экз. ISBN 5-88763-055-8